# Camí de la Font del Carbonell
El Camí de la Font del Carbonell és un camí del terme de Reus a la comarca catalana del Baix Camp.
És un camí que portava al Mas de Guardià. Comença al Camí de la Pedra Estela, travessa el Barranc de Pedret i fa cap al camí del Mas de Guardià, sota el Mas de l'Oliva. Actualment s'ha convertit en un carrer a l'entrar a la urbanització de Les Palmeres. Poc abans d'arribar-hi, trobem la intersecció amb el Camí de Rubió. Al sortir de la urbanització continua com a camí, molt estret i amb marges baixos a banda i banda, fins que torna a la urbanització, on conflueix amb el Camí d'Aigüesverds, en aquest tram també convertit en carrer.
La Font del Carbonell és un toll d'aigua intermitent que només apareix en èpoques d'humitats continuades. Es troba a la vora d'aquest camí, bastant avall del Mas de Valls. El nom de la font s'utilitza per a anomenar els terrenys del voltant.